# Onychopterocheilus ecarinatus
Onychopterocheilus ecarinatus är en stekelart som först beskrevs av Moravitz 1895.  Onychopterocheilus ecarinatus ingår i släktet Onychopterocheilus och familjen Eumenidae. Inga underarter finns listade i Catalogue of Life.